# Daniel Bombara
Daniel José Bombara Rueda (Bahía Blanca, Argentina, 23 de julio de 1951–Bahía Blanca, 2 de enero de 1976) fue un militante de la Juventud Universitaria Peronista y miembro del gremio de no docentes de la Universidad Nacional del Sur (ATUNS). Fue secuestrado el 29 de diciembre de 1975 por miembros de la Policía de la Provincia de Buenos Aires, bajo órdenes del entonces jefe de la Subzona 51, general Jorge Olivera Róvere, y falleció cuatro días después a raíz de las torturas padecidas durante su cautiverio. Asesinado casi tres meses antes del golpe de Estado que derrocaría a Isabel Perón, fue el primer desaparecido de la ciudad de Bahía Blanca.

## Secuestro y asesinato
Al mediodía del 15 de diciembre de 1975, un camión del Ejército Argentino perteneciente a la custodia del domicilio del entonces comandante del V Cuerpo del Ejército, general de división Guillermo Suárez Mason, fue emboscado por cuatro pelotones de Montoneros con el fin de robar las armas que transportaba. Se desató un tiroteo que se saldó con la muerte de dos de los seis conscriptos que viajaban a bordo. Dos semanas después, mientras las fuerzas de seguridad patrullaban la ciudad en busca de los responsables, la JUP repartía volantes en los que Montoneros reivindicaba la obtención de «las armas del ejército opresor», y Bombara habría sido sindicado como partícipe en dicho operativo.
Temprano en la mañana del 29 de diciembre, Bombara se dirigió a realizar una volanteada. A las 06:15, policías vestidos de civil lo detuvieron junto a dos compañeras en la intersección de las calles Santa Cruz y Bravard y los tres fueron llevados en un patrullero a la sede de la Unidad Regional V, en la Avenida Alem. A las 22:00 del 30 de diciembre, los secuestrados fueron conducidos por la fuerza a la delegación Cuatrerismo, ubicada por entonces en los galpones ferroviarios de calle Chile al 400. Allí fueron salvajemente torturados, produciéndose un particular ensañamiento contra el dirigente de ATUNS, quien, según sus compañeras de cautiverio, sufría problemas respiratorios. En la tarde del 1 de enero de 1976, Bombara fue trasladado al Hospital Militar, en donde permaneció internado. Posteriormente, el comando del V Cuerpo ordenó su derivación a la Comisaría 1.ª antes de ser legalizado en la Unidad Penal 4, en Villa Floresta. Al mediodía del 2 de enero, el médico policial Ricardo Andrés Florez lo examinó y detalló que presentaba   

«(...) escoriaciones y politraumatismos en diversas partes del cuerpo, como así un discreto grado de confusión, siendo el origen de los mismos aparentemente elementos contundentes. Las lesiones son de reciente data y su estado es de carácter grave, siendo necesario su traslado a un centro médico asistencial especializado para un mejor estudio y tratamiento.»

Ignorando la recomendación, el titular de la dependencia, comisario Edmundo Ayoroa, lo transfirió poco antes de las 16:00 a la cárcel, donde finalmente murió a las 19:50, según la documentación.
A medianoche, los médicos policiales Elbio Rossier, Jorge Pedrueza, el propio Florez y el jefe de Sanidad de la UP4, Carmelo Nicotra, quien atendió a Bombara hasta su deceso, solicitaron el traslado del cuerpo a una morgue con el fin de realizar una autopsia.

### Encubrimiento
Para no entregar un cadáver con evidentes señales de torturas, se procedió a justificar tanto las lesiones como la desaparición del mismo. De acuerdo a la versión policial, a las 20:00 del 1 de enero, el subcomisario Luis Cadierno, jefe de la delegación Cuatrerismo, entregó a Bombara a una comisión encabezada por el oficial principal José Alberto Rodríguez, perteneciente a la Dirección de Investigaciones de La Plata, con el fin de reconocer lugares en los que presuntamente Montoneros mantenía reuniones nocturnas. En relación con este traslado, Rodriguez afirmó que, mientras circulaba por la Ruta 229 en un patrullero conducido por él mismo y junto a otros dos agentes, Bombara habría intentado escapar saltando del auto pese a estar esposado y rodando por el pavimento antes de ser recapturado. Asimismo, también se hizo constar que no hubo testigos dado que ninguno de los vehículos que pasaban se detuvo. Por su parte, el V Cuerpo de Ejército fraguó una versión apócrifa, según la cual en la madrugada del 3 de enero la ambulancia que trasladaba su cadáver hacia el Hospital Municipal habría sido interceptada en la esquina de las calles Florida y 12 de Octubre por un comando de entre 12 y 15 desconocidos que, tras reducir a sus ocupantes, sustrajeron el cuerpo y pintaron la palabra «Montoneros» en el vehículo. Una vez consumado el simulacro de tiroteo y robo, Nicotra extendió el certificado de defunción.
El cuerpo apareció el 5 de enero, carbonizado, en Ruta 1003 y Pereyra, en la localidad de Libertad, Partido de Merlo. Ocuparía la sepultura «ME-K-2-123» en el Cementerio de Santa Mónica hasta su hallazgo en noviembre de 2009. Sus restos fueron identificados en junio de 2011 y en marzo de 2013 sus cenizas fueron enterradas en la Iglesia de la Santa Cruz.